# Chisălița
Chisălița – wieś w Rumunii, w okręgu Marusza, w gminie Iclănzel. W 2011 roku liczyła 8 mieszkańców.